# Kučín (powiat Vranov nad Topľou)
Kučín – wieś (obec) na Słowacji, położona w kraju preszowskim, w powiecie Vranov nad Topľou. Pierwsza wzmianka pisemna o miejscowości pojawiła się w roku 1335. Według danych za dzień 31 grudnia 2016 miejscowość zamieszkiwało 518 osób, w tym 261 mężczyzn i 257 kobiet.
W miejscowości znajduje się rzymskokatolicki kościół Nawiedzenia Najświętszej Marii Panny.